# Alban Lafont
Alban-Marc Lafont (* 23. Januar 1999 in Ouagadougou, Burkina Faso) ist ein französischer Fußballtorhüter burkinischer Abstammung. Der ehemalige französische U21-Nationalspieler ist für die Saison 2025/26 an Panathinaikos Athen ausgeliehen.

## Karriere

### Vereine
Lafont begann seine Karriere bei der AS Lattoise und wechselte 2014 in die Jugend des FC Toulouse. Dort gehörte er ab November 2015 dem Kader der ersten Mannschaft an. Am 28. November 2015 debütierte er beim 2:0-Heimsieg gegen den OGC Nizza im Alter von 16 Jahren in der Ligue 1. Damit ist er der jüngste Torhüter, der jemals in der französischen Liga eingesetzt wurde. In der Spielzeit 2016/17 war Lafont Stammtorhüter von Toulouse und absolvierte 36 der 38 Ligaspiele. In der Saison 2017/18 kam er in jedem Ligaspiel über die volle Spielzeit zum Einsatz.
Zur Spielzeit 2018/19 wechselte Lafont zum italienischen Erstligisten AC Florenz, bei dem er einen Fünfjahresvertrag unterschrieb. In seiner ersten Saison absolvierte er als Stammtorhüter 38 Pflichtspiele. Die Saisons 2019/20 und 2020/21 spielte er zunächst auf Leihbasis beim FC Nantes, bevor dieser Ende April 2021 die Kaufoption zog und den Torwart mit einem Vertrag bis 2024 ausstattete.

### Nationalmannschaft
Lafont debütierte am 18. Februar 2015 beim 2:1-Sieg gegen die Schweiz für die U16-Auswahl des französischen Fußballverbandes. Anschließend durchlief er bis zur U21 die Jugendnationalmannschaften des französischen Fußballverbandes, für die er insgesamt 37-mal zum Einsatz kam.

## Erfolge
FC Nantes
- Französischer Pokalsieger: 2022